# CoinMarketCap
CoinMarketCap, abrégé CMC, est un site web de cryptographie et un important fournisseur de données cryptographiques. Il permet de suivre en temps réel la fluctuation des actifs cryptographiques et les données de marché, qui incluent le suivi des prix, la capitalisation boursière des actifs cryptographiques, le Bitcoin, et les données de volume d'échange de crypto-monnaies. 
En janvier 2021, le site fournit des données pour 8 192 actifs cryptographiques uniques. C'est le site web de notation cryptographique le plus populaire au monde,,,.
CMC compte 350 millions de pages vues par mois et 445 000 utilisateurs actifs quotidiens.

## Histoire
CoinMarketCap est fondé en mai 2013 par le développeur Brandon Chez dans son appartement à Long Island City, dans le Queens aux États-Unis. En mai 2016, CMC lance sa première API publique. Jusqu'en 2017, Chez travaille seul sur CMC, puis à la fin de cette même année, il réunit une équipe pour gérer le site web. En 2018, selon le Wall Street Journal, CoinMarketCap devient l'un des sites web les plus fréquentés au monde. 
Chez a maintenu un profil public discret, qui a été interrompu en janvier 2018 lorsque les journalistes du Wall Street Journal l'ont retrouvé et ont publié une longue lecture consacrée à CoinMarketCap et à son fondateur. Le 8 janvier 2018, CMC supprime les échanges sud-coréens de ses algorithmes de cotation de prix, les prix y étant constamment beaucoup plus élevés que dans d'autres pays. La décision de CMC déclenche une baisse spectaculaire de la capitalisation boursière de XRP, comme entre autres des réductions de prix des actifs cryptographiques. Sur Twitter, CMC déclare avoir « exclu certaines bourses coréennes des calculs de prix en raison de la divergence extrême des prix par rapport au reste du monde et des possibilités d'arbitrage limitées ». Dans une lettre au WSJ, Chez explique que CMC avait supprimé les échanges coréens car de nombreux utilisateurs se sont plaints des prix inexacts ; cependant, il ne s'attendait pas à ce que l'impact de l'exclusion de la bourse coréenne soit si important. En mai 2018, CoinMarketCap lance une application mobile pour les utilisateurs iOS et un mode sombre le mois suivant,.
En mars 2019, CoinMarketCap lance deux indices phares complets, calculés et administrés par le fournisseur d'indices allemand Solactive AG. Le titre CMC Crypto 200 Index (CMC200) comprend 200 crypto-monnaies pondérées par la capitalisation boursière, y compris Bitcoin, et couvre donc essentiellement plus de 90 % du marché mondial des crypto-monnaies. CMC Crypto 200 ex BTC Index (CMC200EX) suit les performances du marché des actifs cryptographiques sans l'influence de Bitcoin. Toujours en mars 2019, deux indices de référence de crypto-monnaies CMC sont cotés sur le Nasdaq, Bloomberg Terminal et Refinitiv. CoinMarketCap lance également la Data Accountability and Transparency Alliance (DATA) en 2019 afin de promouvoir la transparence des projets dans l'espace crypto et d'améliorer les normes de reporting dans l'ensemble du secteur,. En novembre 2019, CoinMarketCap lance une nouvelle mesure de liquidité visant à lutter contre les faux volumes de transactions.
En avril 2020, Binance acquiert CoinMarketCap pour des conditions non divulguées ; un rapport de Forbes allègue que l'accord valait 400 millions de dollars, mais ce chiffre n'a pas été confirmé. CMC continue de fonctionner indépendamment de sa société mère,,,. CoinMarketCap lance un programme de récompenses éducatives en août 2020, qui permet aux participants de gagner jusqu'à un certain montant du jeton natif d'un projet blockchain donné en regardant des vidéos éducatives et en répondant à des quiz pour se qualifier pour une prime. En septembre 2020, CMC lance sa plateforme éducative, CMC Alexandria, un portail qui fournit un contenu éducatif qui aide à orienter les nouveaux arrivants vers le monde des crypto-monnaies et de la finance décentralisée (DeFi),. En 2021, CoinMarketCap devient un partenaire API pour l'échange Coinbase. L'API de CoinMarketCap donne accès à un large éventail d'informations sur la blockchain sur plusieurs échanges,. En décembre 2022, les prix des crypto-monnaies cotées sur le plus grand échange cryptographique américain Coinbase et CoinMarketCap sont devenus anormaux pendant une courte période, ce qui a été causé par des raisons techniques. Coinbase et CoinMarketCap ont déclaré que le problème technique n'avait pas été causé par une partie externe,.